# Marcus Posley
Marcus Posley (Rockford, Illinois, 14 de abril de 1994) es un baloncestista estadounidense que actualmente ese encuentra sin equipo. Con 1,85 metros de estatura, juega en la posición de base.

## Trayectoria deportiva
Es un jugador formado a caballo entre las universidades de Ball State Cardinals, Indian Hills Community College y St. Bonaventure Bonnies. Tras no ser elegido en el Draft de la NBA de 2016, se unió a los Sioux Falls Skyforce para disputar las Ligas de Desarrollo de la NBA.
En verano de 2017 fichó por el Koroivos B.C. de la A1 Ethniki.